# 克里斯汀·拉芬森
克里斯汀·拉芬森（Kristinn Hrafnsson，1962年6月25日—）是冰島調查記者，現任維基解密總編輯，前維基解密發言人。

## 生平
曾是冰島國家廣播公司的記者。
2010年4月，開始與維基解密合作，親自走訪伊拉克巴格達，訪問2007年美軍阿帕契直升機射殺平民事件的遇難者親屬。同年7月，被冰島國家廣播公司解雇。2010年至2017年，擔任維基解密的發言人。
2018年9月26日，朱利安·亞桑傑宣布辭去維基解密總編輯一職，由拉芬森接任。

## 獎項
在2004、2007和2010年，先後三度獲得冰島全國記者聯盟的「年度記者」獎。

## 外部連結
- 克里斯汀·拉芬森的X（前Twitter）
- C-SPAN內的頁面（英文）
- 克里斯汀·拉芬森在互联网电影资料库（IMDb）上的資料（英文）